# Rajd Meksyku 2004
Rezultaty Rajdu Meksyku (18º Corona Rally México), eliminacji Rajdowych Mistrzostw Świata, w 2004 roku, który odbył się w dniach 12 – 14 marca. Była to trzecia runda czempionatu w tamtym roku i pierwsza szutrowa, a także druga runda serii Production Cars WRC. Bazą rajdu było miasto León. Zwycięzcami rajdu została estońsko-brytyjska załoga Markko Märtin/Michael Park jadąca Fordem Focus WRC. Wyprzedzili oni Belgów François Duvala i Stéphane'a Prévota, także w Fordzie Focusie WRC oraz Hiszpanów Carlosa Sainza i Marca Martíego w Citroënie Xsarze WRC. Z kolei zwycięstwo w Production Cars WRC odnieśli Hiszpanie Daniel Solà i Xavier Amigo w Mitsubishi Lancerze Evo 7.
Rajdu nie ukończyło dwóch kierowców fabrycznych. Sébastien Loeb w Citroënie Xsarze WRC wycofał się na 7. odcinku specjalnym z powodu awarii pompy paliwowej, a Gianluigi Galli w Mitsubishi Lancerze WRC zrezygnował z jazdy na 6. odcinku specjalnym z powodu awarii zawieszenia.

## Klasyfikacja ostateczna (punktujący zawodnicy)
| Miejsce  | Zawodnik        | Pilot             | Samochód                | Czas      | Strata   | Grupa | Punkty |
| WRC      | WRC             | WRC               | WRC                     | WRC       | WRC      | WRC   | WRC    |
| -------- | --------------- | ----------------- | ----------------------- | --------- | -------- | ----- | ------ |
| 1.       | Markko Märtin   | Michael Park      | Ford Focus WRC          | 4:06:46.2 |          | A8 M  | 10     |
| 2.       | François Duval  | Stéphane Prévot   | Ford Focus WRC          | 4:07:28.7 | +42.5    | A8 M  | 8      |
| 3.       | Carlos Sainz    | Marc Martí        | Citroën Xsara WRC       | 4:08:07.1 | +1:20.9  | A8 M  | 6      |
| 4.       | Petter Solberg  | Phil Mills        | Subaru Impreza WRC      | 4:10:00.9 | +3:14.7  | A8 M  | 5      |
| 5.       | Mikko Hirvonen  | Jarmo Lehtinen    | Subaru Impreza WRC      | 4:10:22.4 | +3:36.2  | A8 M  | 4      |
| 6.       | Marcus Grönholm | Timo Rautiainen   | Peugeot 307 WRC         | 4:10:44.6 | +3:58,4  | A8 M  | 3      |
| 7.       | Jussi Välimäki  | Jakke Honkanen    | Hyundai Accent WRC      | 4:18:03.1 | +11:16.9 | A8    | 2      |
| 8.       | Gilles Panizzi  | Hervé Panizzi     | Mitsubishi Lancer WRC   | 4:18:16.8 | +11:30.6 | A8 M  | 1      |
|          |                 |                   |                         |           |          |       |        |
| 10.      | Harri Rovanperä | Risto Pietiläinen | Peugeot 307 WRC         | 4:26:06.5 | +19:20.3 | A8 M  |        |
| PCWRC    |                 |                   |                         |           |          |       |        |
| 1. (11.) | Daniel Solà     | Xavier Amigo      | Mitsubishi Lancer Evo 7 | 4:26:44.9 |          | N4    | 10     |
| 2. (13.) | Toshihiro Arai  | Tony Sircombe     | Subaru Impreza WRX STi  | 4:28:51.2 | +2:06.3  | N4    | 8      |
| 3. (14.) | Niall McShea    | Gordon Noble      | Subaru Impreza WRX STi  | 4:29:21.8 | +2:36.9  | N4    | 6      |
| 4. (15.) | Karamjit Singh  | Allen Oh          | Proton Pert             | 4:30:51.7 | +4:06.8  | N4    | 5      |
| 5. (16.) | Xavier Pons     | Oriol Julià       | Mitsubishi Lancer Evo 7 | 4:32:30.4 | +5:45.5  | N4    | 4      |
| 6. (17.) | Fumio Nutahara  | Satoshi Hayashi   | Mitsubishi Lancer Evo 8 | 4:34:06.1 | +7:21.2  | N4    | 3      |
| 7. (18.) | Ricardo Triviño | Jordi Barrabès    | Mitsubishi Lancer Evo 7 | 4:41:13.6 | +14:28.7 | N4    | 2      |
| 8. (19.) | Joakim Roman    | Björn Nilsson     | Subaru Impreza WRX STi  | 4:48:01.1 | +21:16.2 | N4    | 1      |

1. ↑  Litera M przy oznaczeniu grupy do której należy samochód oznacza, iż tylko ci kierowcy zdobywali punkty dla swoich zespołów liczonych w klasyfikacji producentów na koniec sezonu.

## Zwycięzcy odcinków specjalnych
| Dzień      | Odcinek | G. rozp. | Nazwa                           | Długość | Zwycięzca       | Czas    | Lider rajdu    |
| ---------- | ------- | -------- | ------------------------------- | ------- | --------------- | ------- | -------------- |
| 1 (12 MAR) | SS1     | 10:33    | Ortega – La Esperanza 1         | 29.06km | Petter Solberg  | 16:38.7 | Petter Solberg |
| 1 (12 MAR) | SS2     | 11:21    | Santana – Cubilete              | 22.61km | Sébastien Loeb  | 12:25.6 | Petter Solberg |
| 1 (12 MAR) | SS3     | 14:16    | Ibarilla – El Zauco             | 27.30km | Petter Solberg  | 17:13.9 | Petter Solberg |
| 1 (12 MAR) | SS4     | 15:34    | Ortega – La Esperanza 2         | 29.06km | Sébastien Loeb  | 16:22.9 | Sébastien Loeb |
| 2 (13 MAR) | SS5     | 08:55    | Duarte – Nvo Valle 1            | 25.58km | Petter Solberg  | 18:30.3 | Sébastien Loeb |
| 2 (13 MAR) | SS6     | 09:43    | Derramadero – Chichimequillas 1 | 23.56km | Petter Solberg  | 13:51.8 | Sébastien Loeb |
| 2 (13 MAR) | SS7     | 10:59    | El Gigante – El Zauco 1         | 28.03km | Petter Solberg  | 19:22.8 | Markko Märtin  |
| 2 (13 MAR) | SS8     | 13:57    | Duarte – Nvo Valle 2            | 25.58km | Petter Solberg  | 18:32.8 | Markko Märtin  |
| 2 (13 MAR) | SS9     | 14:45    | Derramadero – Chichimequillas 2 | 23.56km | Petter Solberg  | 13:47.5 | Markko Märtin  |
| 2 (13 MAR) | SS10    | 16:01    | El Gigante – El Zauco 2         | 28.03km | Petter Solberg  | 19:12.6 | Markko Märtin  |
| 3 (14 MAR) | SS11    | 07:17    | Ibarilla – Mesa 1               | 30.47km | Markko Märtin   | 18:34.6 | Markko Märtin  |
| 3 (14 MAR) | SS12    | 08:14    | Alfaro – Nuevo Valle 1          | 27.85km | Carlos Sainz    | 16:18.7 | Markko Märtin  |
| 3 (14 MAR) | SS13    | 08:57    | Derramadero – Comanjilla        | 15.42km | Petter Solberg  | 8:46.2  | Markko Märtin  |
| 3 (14 MAR) | SS14    | 11:18    | Ibarilla – Mesa 2               | 30.47km | Marcus Grönholm | 18:04.9 | Markko Märtin  |
| 3 (14 MAR) | SS15    | 12:15    | Alfaro – Nuevo Valle 2          | 27.85km | Marcus Grönholm | 16:00.2 | Markko Märtin  |

## Klasyfikacja po 3 rundach
Tabele przedstawiają tylko pięć pierwszych miejsc.

### Kierowcy
| Lp. | Kierowca        | Pkt |
| --- | --------------- | --- |
| 1   | Sébastien Loeb  | 20  |
| 2   | Markko Märtin   | 20  |
| 3   | Marcus Grönholm | 16  |
| 4   | François Duval  | 14  |
| 5   | Petter Solberg  | 13  |

### Producenci
| Lp. | Producent                   | Pkt |
| --- | --------------------------- | --- |
| 1   | Ford Motor Co Ltd.          | 40  |
| 2   | Citroën Total               | 30  |
| 3   | Malboro Peugeot Total       | 21  |
| 4   | 555 Subaru World Rally Team | 19  |
| 5   | Mitsubishi Motors           | 5   |